# Bolzano Novarese
Bolzano Novarese är en ort och kommun i provinsen Novara i regionen Piemonte i Italien. Kommunen hade 1 197 invånare (2018).